# Judo ai XV Giochi del Mediterraneo
I tornei di judo ai XV Giochi del Mediterraneo si sono svolti dal 28 giugno al 1º luglio 2005 presso il Rafael Florido Sports Hall di Almería, in Spagna. Sono state svolte competizioni in 14 diverse categorie di peso, di cui sette maschili e sette femminili.

## Programma
Il calendario è stato il seguente:
| ● | Competizioni | ● | Finali |

| giugno/luglio |    |    |    |    |    |    |    |    |    |
| 24            | 25 | 26 | 27 | 28 | 29 | 30 | 01 | 02 | 03 |
|               |    |    |    | ●  |    |    | ●  |    |    |

## Podi

### Uomini
| Evento  | Oro                | Argento            | Bronzo                              |
| 60 kg   | Omar Rebahi        | Rok Drakšič        | Javier Fernández Marco Caudana      |
| 66 kg   | Miloš Mijalković   | Giovanni Casale    | Bektaş Demirel Amin Mahmoud         |
| 73 kg   | Kiyoshi Uematsu    | Sezer Huysuz       | Nourredine Yagoubi Anthony Fritsch  |
| 81 kg   | Giuseppe Maddaloni | Klemen Ferjan      | Safouane Attaf Abderahmane Benamadi |
| 90 kg   | Ilias Iliadis      | Hisham Mesbah      | Francesco Lepre Burhan Koçan        |
| 100 kg  | Ghislain Lemaire   | Bassel El Gharbawy | Amel Mekić Dionysios Iliadis        |
| +100 kg | Selim Tataroğlu    | Paolo Bianchessi   | Obren Božović Islam El Shahaby      |

### Donne
| Evento | Oro               | Argento             | Bronzo                          |
| 48 kg  | Soraya Haddad     | Francesca Congia    | Vanesa Arenas Neşe Şensoy       |
| 52 kg  | Annabelle Euranie | Aynur Samat         | Petra Nareks Lynda Mekzine      |
| 57 kg  | Isabel Fernández  | Ioulieta Boukouvala | Laura Maddaloni Fanny Riaboff   |
| 63 kg  | Lucie Decosse     | Sara Álvarez        | Urška Žolnir Giulia Quintavalle |
| 70 kg  | Ylenia Scapin     | Rasa Sraka          | Cecilia Blanco Tamara Šešević   |
| 78 kg  | Esther San Miguel | Stéphanie Possamaï  | Lucia Morico Seda Karadağ       |
| +78 kg | Belkıs Zehra Kaya | Sandra Borderieux   | Barbara Andolina Insaf Yahyaoui |

## Medagliere
| Posizione | Paese                | Oro | Argento | Bronzo | Totale |
| --------- | -------------------- | --- | ------- | ------ | ------ |
| 1         | Spagna               | 3   | 2       | 3      | 8      |
| 2         | Francia              | 3   | 1       | 2      | 6      |
| 3         | Italia               | 2   | 3       | 6      | 11     |
| 4         | Turchia              | 2   | 2       | 4      | 8      |
| 5         | Algeria              | 2   | 0       | 3      | 5      |
| 6         | Grecia               | 1   | 1       | 1      | 3      |
| 7         | Serbia e Montenegro  | 1   | 0       | 2      | 3      |
| 8         | Slovenia             | 0   | 3       | 2      | 5      |
| 9         | Egitto               | 0   | 2       | 2      | 4      |
| 10        | Bosnia ed Erzegovina | 0   | 0       | 1      | 1      |
| 10        | Marocco              | 0   | 0       | 1      | 1      |
| 10        | Tunisia              | 0   | 0       | 1      | 1      |
| Totale    | Totale               | 14  | 14      | 28     | 56     |